# Rockwood (Tennessee)
Rockwood è una città degli Stati Uniti d'America, situata nello Stato del Tennessee, nella contea di Roane.